# Книга за джунглата (филм, 1994)
„Книга за джунглата“ (на английски: The Jungle Book) е американски приключенски филм от 1994 г. на режисьора Стивън Сомърс, продуциран от Едуард С. Фелдман и Раджу Пател, по сюжета на Роналд Яноувър и Марк Гелдман. Това е втората филмова адаптация на Уолт Дисни Къмпани за историите на Маугли от „Книга за джунглата“ (1894) и „Втората книга за джунглата“ (1895), и е първата игрална адаптация на едноименния анимационен филм на Дисни от 1967 г.
Във филма участват Джейсън Скот Лий, Кари Елуис, Лина Хийди, Сам Нийл и Джон Клийз. За разлика от няколко адаптации за историите на Киплинг, животинските персонажи не говорят в този филм.
Пуснат на 21 декември 1994 г. от „Уолт Дисни Пикчърс“, филмът получава генерално позитивни отзиви и печели 70.7 млн. долара в кината при бюджет от 30 млн. долара.
През 2016 г., Дисни пусна друга игрална адаптация – „Книга за джунглата“, който е по-различен и верен от анимационния филм през 1967 г. и книгата.

## Актьорски състав
- Джейсън Скот Лий – Маугли
  - Шон Наегели – Маугли на 5 години
- Кари Елуис – капитан Уилям Бун
- Лина Хийди – Катрин „Кити“ Брайдън
  - Джоана Улф – Кити на 5 години
- Сам Нийл – полковник Джефри Брайдън
- Джейсън Флеминг – лейтенант Джон Уилкинс

## В България
В България филмът е издаден на VHS от „Мулти Видео Център“.
На 4 март 2016 г. е излъчен и по БНТ 1.
Дублажи
| Превод              | Надя Баева                                                    |
| Редактор            | Йордан Андонов                                                |
| Озвучаващи артисти  | Наталия Бардская Цветан Ватев Владимир Пенев Любомир Младенов |
| Тонрежисьор         | Албена Салабашева                                             |
| Режисьор на дублажа | Йордан Андонов                                                |

| Обработка          | Продуцентско направление „Чужди програми“                                   |
| ------------------ | --------------------------------------------------------------------------- |
| Преводач           | Тония Микова                                                                |
| Редактор           | Веселина Пършорова                                                          |
| Тонрежисьор        | Елеонора Карагьозова                                                        |
| Озвучаващи артисти | Татяна Захова Илиян Пенев Камен Асенов Константин Лунгов Александър Воронов |